# 도미닉 웨스트
도미닉 웨스트(Dominic West, 1969년 10월 19일~)는 잉글랜드의 배우이다.

## 출연 영화
- 한 여름 밤의 꿈
- 쟈니 잉글리쉬 2: 네버다이 - 사이먼 엠브로즈 역
- 어웨이크닝 - 로버트 말로리 역
- 존 카터: 바숨 전쟁의 서막 - 샙 단 역
- 버튼 앤 테일러 - 리차드 버튼 역
- 청춘의 증언 - 미스터 브리튼 역
- 런던 프라이드 - 조나단 역
- 도리를 찾아서 - 루더 역(목소리)
- 머니 몬스터 - 월트 캠비 역
- 지니어스 - 어니스트 헤밍웨이 역
- 더 스퀘어 - 줄리안 역
- 툼 레이더 - 리차드 크로포트 경 역
- 콜레트 - 윌리 역

## 출연 드라마
- 더 와이어 시즌 1 - 지미 맥널티 역
- 더 와이어 시즌 2 - 지미 맥널티 역
- 더 와이어 시즌 3 - 지미 맥널티 역
- 더 와이어 시즌 4 - 지미 맥널티 역
- 더 와이어 시즌 5 - 지미 맥널티 역
- 디 아워 시즌 1 - 헥터 매든 역
- 디 아워 시즌 2 - 헥터 매든 역
- 디 어페어
- 디 어페어 시즌 2
- 레 미제라블 - 장발장 역